# Málkov, Beroun
Málkov là một làng thuộc huyện Beroun, vùng Středočeský, Cộng hòa Séc.